# Municipio de Degollado
El municipio de Degollado es un municipio del Estado de Jalisco. Capital del labrado de cantera.  Fue parte de la Provincia de Nueva Galicia, actual Aguascalientes y Jalisco, en el Reino de Nueva Galicia por casi 300 años y del Departamento de Aguascalientes tiempo después. Se encuentra ubicado al sureste de la Región de los Altos, por lo que se le conoce como "La puerta grande de Los Altos de Jalisco" (Actualmente pertenece a la Región Ciénega). Famoso a nivel nacional y sobre todo internacional por su labrado de cantera. Ubicado aproximadamente a 130 km al oeste de Guadalajara. Según el Censo de Población y Vivienda de 2020, el municipio tenía 21 226 habitantes. Su extensión territorial es de 426.07 km² y la población se dedica principalmente al sector primario.
La referencia más antigua, según el historiador y cronista José Villaseñor Ramírez, en su libro sobre la historia de este poblado, era conocido como Ojo de Agua de los Encinos, el cual contaba con 11 familias. La fundación fue el 29 de julio de 1855, con la colocación de la primera piedra para la capilla,  por los señores Ignacio de la Peña, Irineo Hernández y Severiano Macías, dándole el nombre de san Ignacio de los Encinos, en lo civil y de Morelos en lo gubernamental, en lo religioso perteneció a la parroquia de Ayo el Chico, hoy Ayotlán.  
El 31 de diciembre de 1861, por decreto número 30, al pueblo de San Ignacio de Morelos se le da el nombre de Degollado y se erige en cabecera de municipio, su nombre se cambia en memoria del ilustre general Santos Degollado. De 1861,  hasta 1895 perteneció al 3º Cantón de La Barca.

## Descripción geográfica

### Ubicación
El municipio de Degollado se localiza en la región Ciénega del estado de Jalisco. Sus municipios colindantes son Jesús María y Ayotlán de nuestro estado. Tiene una extensión territorial de 431.85 kilómetros cuadrados.
El municipio colinda al norte con los municipios de Ayotlán y Jesús María; al este con los estados de Guanajuato y Michoacán; al sur con el estado de Michoacán y el municipio de Ayotlán; al oeste con el municipio de Ayotlán.

### Cómo llegar al municipio
La distancia entre Guadalajara y Degollado es de 145 kilómetros aproximadamente, para 
llegar a este municipio desde el Área Metropolitana de Guadalajara se recomienda ir por Calz. Revolución hasta llegar al entronque 
con la Carretera de Cuota 90D con destino a Zapotlanejo, al llegar al municipio se cruzará 
hasta llegar a la Carretera Federal Libre 90 con rumbo a Tototlán–Atotonilco el Alto Ayotlán–Degollado, aproximadamente 112 km. El recorrido se realiza en 
aproximadamente 2 horas.

## Medio físico
El 53.1% del municipio tiene terrenos planos y la roca predominante es basalto (47.2%), rocas ígneas extrusivas básicas, de origen volcánico. El suelo predominante es el vertisol (53.6%), tienen estructura masiva y alto contenido de arcilla. Su color es negro, gris oscuro o café rojizo. Su uso agrícola es muy extenso, variado y productivo. La agricultura (52.5%) es el uso de suelo dominante en el municipio.

### Hidrografía
Los tipos de recursos hídricos del municipio están constituidos por aguas subterráneas, ríos y lagos. El territorio está ubicado dentro de 5 acuíferos de los cuales el 100.0% no tienen disponibilidad y el 0.0% se encuentra con disponibilidad de agua subterránea.
El territorio municipal está dentro de las cuencas Río Lerma 6, Río Lerma 7 de las cuales el 0.0% tienen disponibilidad y el 100.0% presentan déficit de disponibilidad de agua superficial.
El municipio pertenece a la cuenca hidrológica Lerma-Chapala-Santiago. Sus principales corrientes los ríos: Lerma, Huáscato, Palo Verde Marijo; los arroyos: El Congo, Cerezos, San Antonio y Pino Solo, y las presas: La Paloma, Los Sauces, Presa de Abajo, de Alegría y Pólvora.

### Clima, temperatura y precipitación
La mayor parte del municipio de Degollado (94.4%) tiene clima semicálido semihúmedo. La temperatura media anual es de 18.4°C, mientras que sus máximas y mínimas promedio oscilan entre 30.3°C y 9.0°C respectivamente. La precipitación media anual es de 863 mm. El régimen de lluvias se registra de junio a octubre. El promedio anual de días con heladas es de 16. La dirección de los vientos es variable.

## Áreas naturales protegidas
Degollado cuenta con 1.3% de humedales sin alguna área narural protegida tipificada debntro de su territorio municipal.

## Sequía
A nivel municipal la sequía extrema es la que tiene una mayor distribución con un 41.66%, seguido por la excepcional, severa y moderada con el 35, 10 y 3 por ciento respectivemente.

## Flora y fauna

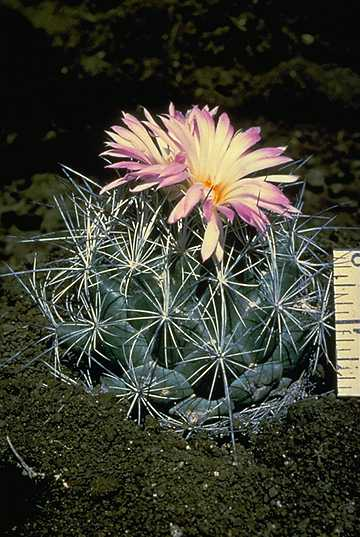
El cactus forma parte de la flora del municipio.

Su vegetación es escasa en la mayor parte del territorio existiendo fundamentalmente plantas resistentes a la sequía, como huizaches, mezquites, guamuchiles, cactus y sabinos. En la zona boscosa, al norte del municipio, se encuentran especies de robles y encinos.
El conejo, la ardilla, el coyote y reptiles de varias especies habitan esta región.

## Infraestructura
El municipio cuenta con 16 servicios públicos, de los cuales destacan 58 escuelas, seguido de 25 templos e instalaciones deportivas o recreación con 22.

### Salud
De acuerdo con los registros de la secretaría de salud, en el municipio se encuentran 8 unidades de servicio de salud como lo son consultorios, hospitales generales y especializados, oficinas administrativas, farmacias, laboratorios, unidades de medicina familiar, de especialidades médicas y móviles. De las cuales 5 corresponden a la Secretaría de Salud (SSJ), 1 unidad de salud es del Instituto Mexicano del Seguro Social (IMSS) y 1 módulo del Instituto de Seguridad y Servicios Sociales para los Trabajadores del Estado (ISSSTE).

## Economía y empleo
Conforme a la información del Directorio Estadístico Nacional de Unidades Económicas (DENUE) de INEGI, el municipio de Degollado cuenta con 1,069 unidades económicas al mes de mayo de 2024 y su distribución por sectores revela un predominio de establecimientos dedicados a Comercio, siendo estos el 42% del total en el municipio.

### Empleos
Para junio de 2024 el IMSS reportó un total de 1,040 trabajadores asegurados, lo que representó para el municipio de Degollado una disminución anual de 31 trabajadores en comparación con el mismo mes de 2023, debido a la baja del registro de empleo formal de algunos de sus grupos económicos principalmente el de Agricultura. En función de los registros del IMSS el grupo económico que más empleos presentó dentro del municipio de Degollado fue el de Agricultura, ya que en junio de 2024 registró un total de 337 trabajadores concentrando el 32.4% del total de asegurados en el municipio. El segundo grupo económico con más trabajadores asegurados fue el de Fabricación de alimentos, que para junio de 2024 registró 126 trabajadores asegurados que representan el 12.12% del total de trabajadores asegurados a dicha fecha. El tercer grupo económico con más numero de trabajadores asegurados es Fabricación de productos de minerales no metálicos; excepto del petróleo y del carbón mineral con el 10.4%.

## Obras de arte
Esta población cuenta con un inventario artístico en cantera impresionante:
El Museo Nacional de la cantera, único en el país, con esculturas del español Javier Mariscal ,el chileno Sebastián Picker, el cubano Alberto Oviedo, Carlos Palleiro, uruguayo, Alberto Castro Leñero, Dolores Ortiz, Mario Martín del Campo, Carlos Bañales, Alba Rojo, Javier Méndez, Jorge Yazpic, Rafael López Castro, mexicanos. 
A lo largo de la Avenida principal, se encuentran una serie de esculturas de cantera artesanales. Además de la Estela del Bicentenario, para rematar al ingreso de la población con una escultura monumental del maestro Vicente Rojo.
en el poniente de la poblacion se puede admirar una escultura de 5 metros de José Luis Cuevas.
En la plaza principal de puede admirar la Columna a los mártires del 17, obra realizada por el primer escultor-cantero de esta población, Francisco Aguayo.
En la Delegación cercana de Huascato se encuentran dos esculturas en cantera del maestro Alfredo López Casanova y de Ismael Olivares. 
En la comunidad de Tarimoro, se encuentra una escultura en cantera de Jonás Gutiérrez.
En la Comunidad de El Bañadero, se encuentra una escultura de seis metros de la maestra Dolores Ortiz.  
En el interior del Panteón Municipal, se encuentra el Museo de Arte Funerario, las primeras lápidas y esculturas pertenecientes a los primeros pobladores. 
El santuario de san Miguel Arcángel, cuenta con  una serie unos murales de excelente calidad.
En el interior de la Parroquia de la virgen de Guadalupe, la imagen de esta es de excelente factura obra del pintor alteño, David Cardona.

## Demografía y localidades
Según el Conteo de Población y Vivienda 2020 del INEGI, el municipio tiene 21,226 habitantes, ; de las cuales el 48.4 por ciento eran hombres y 51.6 por ciento mujeres.El 0.19% de la población habla una lengua indígena. Comparando este volumen poblacional con el del año 2015 (21,479 habitantes), se observa que la población municipal disminuyó un 1.18 por ciento en cinco años.
| 18,262                                                                    | 20,405 | 20,528 | 19,173 | 21,132 | 21,226 |
| (Fuente: https://www.inegi.org.mx/programas/ccpv/2020/tableros/panorama/) |        |        |        |        |        |

### Localidades
En 2020 Degollado contaba con 86 localidades, de éstas, 10 eran de dos viviendas y 5 de una. La localidad de Degollado era la más poblada, con 11,612 personas, que representaban el 54.7% de la población del municipio; le seguía Huáscato con el 6.6%, El Castillo con el 3.2%, Los Fresnos con el 3.2% y Mezquite Grande con el 2.6% del total municipal.
| Código INEGI      | Localidad         | Población (2020) |
| ----------------- | ----------------- | ---------------- |
| 140330001         | Degollado         | 11 612           |
| 140330038         | Huáscato          | 1 391            |
| Otras localidades | Otras localidades | 8 223            |
| Total municipal   | Total municipal   | 21 226           |

## Migración
El índice de intensidad migratoria se ubico en 59.35 puntos, lo que representa un grado de intensidad migratoria Alto.

## Pobreza por carencia social
Respecto a las carencias sociales en 2020, destaca que el indicador de carencia por acceso a la seguridad social es el acceso a la seguridad social, con un 86.7 por ciento, que en términos absolutos representa 20,774 habitantes. En contraste, el que menos proporción de población presentó fue el de calidad y espacios de la vivienda, con el 4.2 por ciento. Otros indicadores como acceso a servicos de salud, rezago educativo, acceso a servicios básicos de la vivienda y acceso a la alimentación representaron el 73, 33, 18 y 15 por ciento siguiendo el orden. 

## Índice de desarrollo municipal (IDM)
Degollado obtiene un desarrollo institucional Medio con un IDM-I de 59.6.

## Promedio mensual de carpetas de investigación
Durante el periodo de junio 2023 a mayo 2024, se abrieron un total de 91 carpetas de investigación con un promedio mensual de 8 carpestas abiertas en donde el delito de mayor impacto fue el de robo de vehículo automotor.

## Cultura

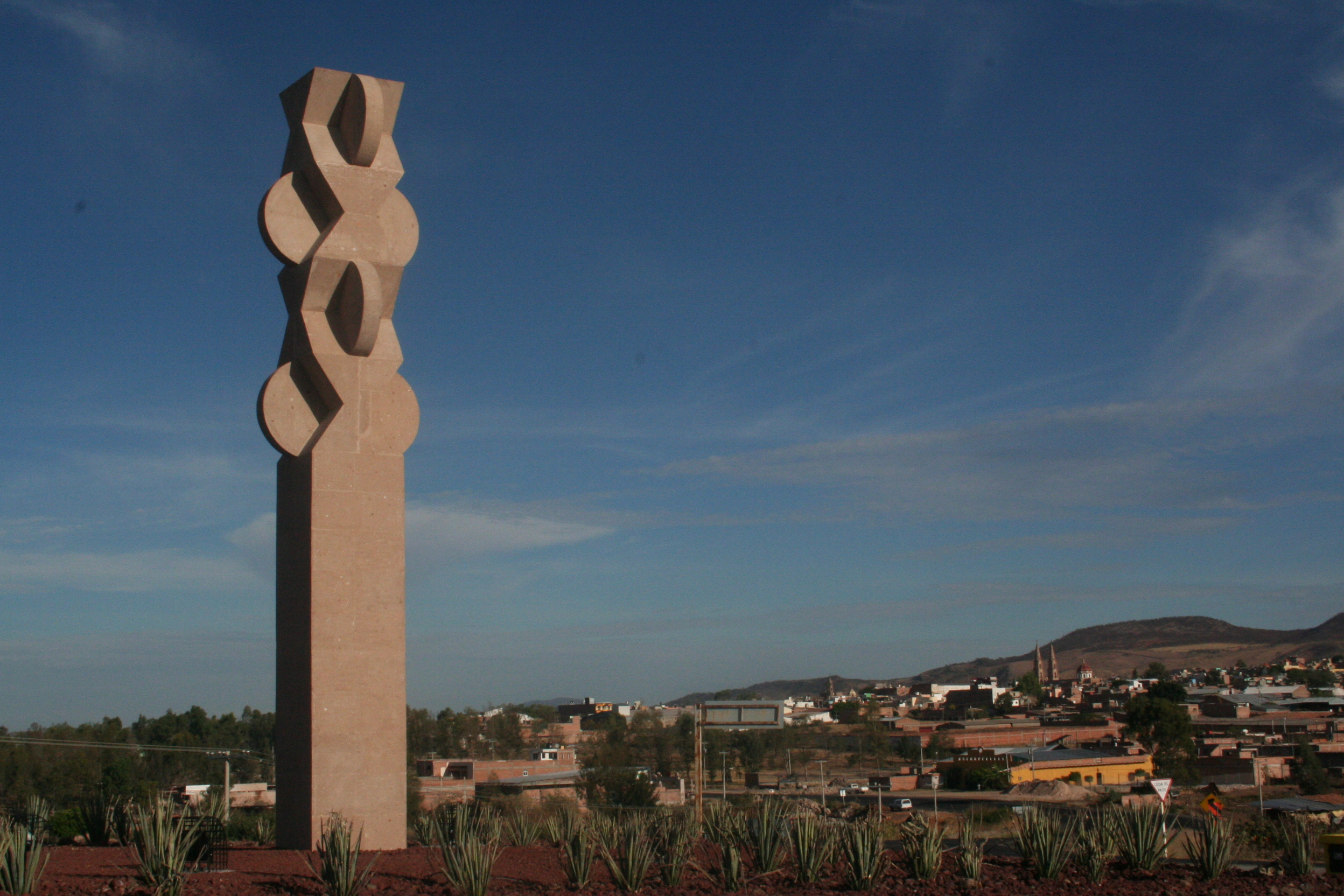
La espiga de los suspiros diseñada por Vicente Rojo y construida por Javier Méndez.

- Artesanías: Elaboración de: labrado de cantera, cerámica, artesanías en barro, deshilados y bordados.
- Escultura: La espiga de los suspiros: Obra magistral de Vicente Rojo realizada en cantera café de la región de Degollado, Jalisco. Elaborada por Javier Méndez y Develada en febrero de 2007. Mide 16 metros de altura, y se encuentra resguardando la entrada sur de la población.
- Gastronomía: Destaca el caldo de pescado, carnitas de cerdo, el pozole rojo, los tamales y los garbanzos; de sus dulces, los de leche y las frutas cubiertas.
- Trajes típicos: Para el hombre el traje de charro y para la mujer el vestido de china poblana.
- Teatro: Degollado cuenta desde hace 5 años con una compañía Municipal de Teatro que ha participado en distintas competencias estatales quedando en los primeros lugares, además con un Teatro del Pueblo, de reciente construcción, en La Plaza de la Amistad.

### Sitios de interés
- Parroquia de la Virgen de Guadalupe.
- Parroquia de Nuestra Señora de San Juan.
- Santuario San Miguel.
- Museo Nacional de la cantera.
- Panteón Municipal.
- Plaza principal.
- Hacienda y plaza de Huascato, Esc: "La cruz de Huascato, de Alfredo López Casanova, esc. "Naranaja" autor Ismael Olivares.
- Presa de Huascato y paseo de la salud.
- Escultura "la Espiga de los suspiros"
- Plaza de la Amistad.
- Capilla del cerrito.
- El Saucito.
- Las Palapas.
- Tarimoro, escultura "El sutil hombre come piedras" de  Jonás Gutiérrez.
- El bañadero, Escultura "Totem", autor. Dolores Ortiz.

### Fiestas
Fiestas civiles
- Aniversario de la Independencia de México: 15 y 16 de septiembre.
- Aniversario de la Revolución mexicana: El 20 de noviembre.

Fiestas religiosas
- Semana Santa: jueves y viernes Santos.
- Fiesta en honor de la Santa Cruz: 3 de mayo.
- Fiesta en honor a Nuestra Señora de San Juan: Del 25 de enero al 2 de febrero.
- Fiesta en honor de la Virgen de Guadalupe Del 1 al 12 de diciembre.
- Fiesta en honor a San Miguel Arcángel. El 29 de septiembre.
- Fiesta en honor a Santa Cecilia. El 22 de noviembre.
- Fiesta en honor a San Ignacio de Loyola El 31 de julio.

## Gobierno
Su forma de gobierno es democrática y depende del gobierno estatal y federal; se realizan elecciones cada 3 años, en donde se elige al presidente municipal y su gabinete. El presidente municipal en la actualidad es el C. Fernando Villaseñor Castro, el cual fue elegido durante la jornada electoral del 2024.
También se cuenta con un delegado en la localidad de Huáscato, que es elegido de igual manera que el Presidente Municipal cada 3 años.
El municipio cuenta con 93 localidades, siendo las más importantes: Degollado (cabecera municipal) y Huáscato (Delegación Municipal).
Entre otras comunidades podemos mencionar a El Mezquite Grande, Tarimoro, La Víbora y Buenos Aires.

### Zonas rurales
| - El Saucito - El Aniego - El Bañadero - El Castillo - El Cerrito Colorado - El Colorín - El Corral de Piedra - El Derrumbadero (El Derrumbero) - El Divisadero - El Fresno (El Fresnito) - El Guayabito (El Guayabo) - Barbechitos | - El Jicote - El Mezquitillo - El Nacimiento - El Ojo de Agua - El Pantano - El Paraje - El Pino de León (El Pino de Leones) - El Pitayo - El Puente - El Refugio de Vázquez - Charapuato | - El Salitre Villareño - El Serrateño - El Terrerito de Sevilla - El Terrero de Villareño (Terrero de Carmen) - Guadalupe Victoria - La Alegría - La Arca - La Camecha - La Era | - La Escrepa - La Espada de Rizo (La Espada) - La Guacamaya - La Loma - La Peña - La Pila (Altamira) - La Porquera - La Providencia - La Quema (La Quemada) - La Rana | - La Sabinilla (Sabinillas) - La Sanguijuela - La Sierrita - La Tabla - La Tijera - La Tinajera - La Víbora (Villa del Refugio) - La Yerbabuena - Las Adjuntas - Las Limas | - Las Uvas - Los Arrayanes - Los Fresnos - Los Pozos Hondos (Los Pozos) - Los Ranchitos - Los Sabinos - La casa del Profe Rica (El Buki) - Los Sauces - Mezquite Grande - Paso de Tarimoro (La Campana) - Pozo Seco | - Puerto de Catarina - Quirino (La Sierrita) - Rancho Nuevo (Rancho Viejo) - Reproductora Encarnación Ramírez - San Antonio (El Pujido) - San Hipólito (San Polo Beach) - San Ignacio del Roble - San Miguel (El Judío) - San Rafael (La Resolana) - Tarimoro - Unión de Guadalupe (La Chancla) - Huascato - Buenos Aires |